# HD 96167
HD 96167 é uma estrela subgigante de tipo G localizada a 274 anos-luz de distância na constelação de Crater. Ela maior, mais brilhante e mas massiva que o Sol. A estrela é rica em metais e tem cerca 3,8 bilhões de anos. Em 2009, foi achado um planeta orbitando-a.
| Planeta | Massa           | Semieixo maior (UA) | Período orbital (dias) | Excentricidade |
| ------- | --------------- | ------------------- | ---------------------- | -------------- |
| b       | ≥0,68 ± 0,18 MJ | 1,30 ± 0,07         | 498,9 ± 1,0            | 0,71 ± 0,04    |